# Distretto di Oltinsoy
Il distretto di Oltinsoy è uno dei 14 distretti della Regione di Surxondaryo, in Uzbekistan. Si trova nella parte centrale della regione, a sud-ovest di Denov. Il capoluogo è Qarluq.